# Thomas Helwys

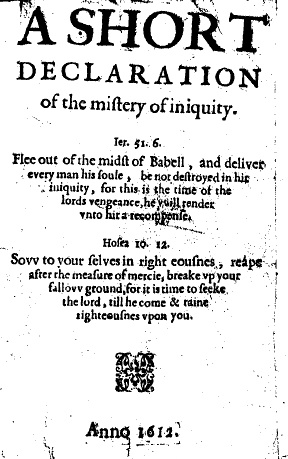
Voorpagina van Helwys' A Short Declaration of the Mistery of Iniquity

Thomas Helwys (Gainsborough (Lincolnshire), rond 1550 - Newgate (Londen), 1616) wordt, samen met John Smyth, beschouwd als een medeoprichter van de Baptisten. In het begin van de zeventiende eeuw was Helwys de belangrijkste stem van de eis dat kerk en staat op juridisch gebied gescheiden zouden worden gehouden. Zodat individuen vrijheid van godsdienst en geweten zouden hebben. Hij was een voorstander van religieuze vrijheid in een tijd waarin het vasthouden aan dergelijke opvattingen gevaarlijk kon zijn. Hij stierf in de gevangenis als martelaar als gevolg van de religieuze vervolging onder koning James I.

## Biografie
Thomas Helwys werd geboren in Gainsborough als zoon van Edmund en Margaret Helwys, afstammelingen van een oude Normandische familie. Edmund had zijn land in Lincolnshire en Northamptonshire verkocht en had Broxtowe Hall in Bilborough parish gepacht. In 1590, toen zijn vader stierf, nam Thomas Helwys de controle over het landgoed over, maar in 1593 liet hij de zorg voor het landgoed over aan de vrienden van zijn vader en begon hij rechten te studeren aan Gray's Inn, een van de vier Inns of Court in Londen. Zijn familie was in aanzien in Londen. Geoffrey Helwys, zijn oom, was een succesvolle koopman, wethouder en sheriff van Londen. Zijn neef, Gervase, werd geridderd door Koning James voordat hij luitenant van de Tower of London werd. Na zijn studie aan Gray's Inn in 1593 bracht Helwys zelf enige tijd door in de hoofdstad.
Thomas Helwys trouwde in 1595 met Joan Ashmore in St. Martin's Church in Bilborough. Ze kregen zeven kinderen in de daaropvolgende twaalf jaar en woonden in Broxtowe Hall. In deze tijd werd het huis van de Helwyses een toevluchtsoord voor radicale puriteinen, dissenters binnen de Church of England, en het is waarschijnlijk dat Helwys financieel bijdroeg aan hun missie.
In 1606, toen aartsbisschop Bancroft predikanten dwong zich te onderwerpen aan het Prayer Book, nam Helwys deel aan een conferentie van radicale puriteinen in Coventry waar werd besproken of ze de Church of England zouden verlaten en Brownist zouden worden. Aan de conferentie namen ook John Smyth, John Robinson, Richard Bernard en Arthur Hildersham deel. Helwys ontwikkelde een nauwe band met de anders denkende John Smyth en hij en zijn vrouw werden toegewijde leden van Smyth's Separatistische of Brownistische gemeente in Gainsborough, Lincolnshire. De zestig of zeventig Separatisten in Gainsborough mochten in het geheim samenkomen in Gainsborough Old Hall van de sympathieke eigenaar van de Hall, Sir William Hickman.

## Bediening
Omdat separatisme illegaal was, werden de dissenten van Gainsborough en Scrooby gearresteerd en hun huizen geplunderd. Joan Helwys werd in de tweede helft van 1607 door de aartsbisschop van York in York Castle gevangen gezet. Tussen 1607 en 1608 vluchtten Helwys, Smyth, Robinson en vele anderen van de Gainsborough en Scrooby congregaties naar de veiligheid van Amsterdam in de meer tolerante Nederlandse Republiek.Helwys organiseerde de emigratie van de Gainsborough groep - volgens Robinson, "Als iemand roeispanen meebracht, bracht hij zeilen mee." In de veronderstelling dat ze veilig waren, stond Helwys zijn familie toe om in Engeland te blijven. Zijn vrouw werd al snel gearresteerd en nadat ze had geweigerd de eed voor de rechtbank af te leggen, werd ze gevangen gezet. Waarschijnlijk werd ze na drie maanden in de gevangenis verbannen.
In de Republiek der Zeven Verenigde Nederlanden ontstond voor het eerst een uitgesproken baptistengeloof onder de Engelse emigranten en Helwys was een van de leiders van de stichting van de eerste baptistengemeente in 1609. Het Brownse idee dat het lidmaatschap van de kerk alleen voor gelovigen was, werd door Smyth tot zijn logische conclusie gebracht en Smyth raakte ervan overtuigd dat de doop in de kerk alleen voor christelijke gelovigen moest zijn en niet voor kinderen. In januari 1609 doopte Smyth eerst zichzelf en daarna de rest van zijn volgelingen, te beginnen met Helwys. De andere Engelse Separatisten in Amsterdam verwierpen deze nieuwe leer. Later dat jaar begon de groep onder leiding van Smyth en Helwys een vergaderhuis te huren van Nederlandse Mennonieten en werden zij door hen overgehaald om de leer van de predestinatie op te geven. Sommige doopsgezinden accepteerden ook de mennonitische christologie, dat Jezus zijn vlees niet van Maria had genomen, maar Smyth en Helwys deden dat niet, dus verlieten die doopsgezinden de kerk.
In 1610 kregen Smyth en Helwys ruzie nadat Smyth had besloten dat hij verkeerd had gehandeld door zichzelf te dopen en een verzoek indiende om zich bij de Mennonieten aan te sluiten en opnieuw gedoopt te worden. Helwys en ongeveer tien anderen splitsten zich af van Smyth's kerk. Helwys formuleerde de vroegste doopsgezinde geloofsbelijdenis. Deze "belijdenis" werd de zevenentwintig artikelen in 1611. 
The Mistery of Iniquity was een kritiek op de tekortkomingen van het katholicisme, het staatsprotestantisme en het Brownisme. Het was het eerste Engelse boek ooit dat het principe van de vrijheid van godsdienst verdedigde. Voor Helwys was de vrijheid van godsdienst een recht voor iedereen, of het nu protestanten, katholieken, joden, moslims of atheïsten waren. Het boek betoogde ook dat Separatistische leiders zoals Smyth en Robinson er verkeerd aan hadden gedaan om met hun kerken overzee te trekken om aan vervolging te ontkomen en dat ze terug moesten keren naar Engeland. De historicus van het Separatisme, Stephen Tomkins, beschreef The Mistery of Iniquity als het meest radicale en openhartige boek van die tijd en "de meest verstrekkende verklaring van universele godsdienstvrijheid tot nu toe in het Engels", maar voegde eraan toe: "Het is jammer dat dit meest baanbrekende traktaat van de Separatistische beweging ook het meest kleingeestig is."
Ondanks de duidelijke risico's keerden Helwys en twaalf Baptistische emigranten in 1613 terug naar Engeland en stichtten de eerste Baptistengemeente op Engelse bodem in Spitalfields, Oost-Londen. Ze brachten The Mistery of Iniquity met zich mee en één exemplaar ervan werd aan Koning James I overhandigd, met een handgeschreven inscriptie waarin gepleit werd voor gewetensvrijheid. "De koning", zei Helwys, "is een sterfelijk mens en niet God, daarom heeft hij geen macht over de sterfelijke ziel van zijn onderdanen om wetten en verordeningen voor hen te maken en geestelijke heren over hen te stellen." Helwys en andere baptisten werden in de gevangenis van Newgate gegooid, waar ze een petitie aan de koning schreven. Een ander boek, Persecution for Religion Judg'd and Condemn'd, werd in 1616 in Newgate geschreven, ofwel door Helwys of zijn volgeling John Murton en gedrukt.

## Overlijden en nagedachtenis
Hij overleed in 1616 in de gevangenis, ongeveer 40 jaar oud.
Helwys' voordrachtsexemplaar van A Short Declaration of the Mistery of Iniquity wordt nog steeds bewaard in de Bodleian Library. 
Helwys wordt geëerd met de Helwys Hall in Regent's Park College, Oxford. 
Thomas Helwys Baptist Church in Lenton, Nottingham, is naar hem vernoemd. 
Broxtowe Hall, het familiehuis van de Helwys, is nu nog slechts een overblijfsel, maar in de nabijgelegen Bilborough Baptist Church is een eenvoudige plaquette ter nagedachtenis aan hem aangebracht.